# Sinfonia n. 3 (Honegger)
La sinfonia n. 3, nota come Sinfonia liturgica è la terza sinfonia del compositore svizzero Arthur Honegger.
Composta alla fine della seconda guerra mondiale, è una delle opere di Honegger più note. Si tratta di una sinfonia i tre movimenti, ognuno dei quali (a seguito del titolo della sinfonia) porta il nome di un testo liturgico. Il primo movimento e un Dies irae dalla messa da Requiem;, ed è un allegro marcato con un tono aggressivo, simile ad una tempesta. Il movimento lento, dal nome De profundis clamavi sul Salmo 130 è invece meditativo e lirico. Il finale, dal titolo Dona nobis pacem dalla messa cantata, è più episodico, con un ritmo di marcia insistente e brutale che si sviluppa in un climax dissonante, prima che una lunga coda lirica concluda l'opera. Una melodia che ricorda la canzone del pettirosso da "Giovanna d'Arco al rogo", si ascolta verso la fine di ogni movimento.
Lo stesso Honegger scrisse un ampio commento sull'opera, rendendo esplicita la connessione della musica con gli orrori della guerra e il desiderio di pace.
Composta nel 1945-1946 su commissione della fondazione Pro Helvetia, la terza sinfonia di Honegger venne eseguita per la prima volta a Zurigo il 17 agosto 1946 diretta da Charles Munch a capo della Orchestre de la Suisse Romande. Munch realizzò una registrazione dal vivo a Praga con la Boston Symphony Orchestra nel 1956, poi pubblicata dall'etichetta Multisonic. La sinfonia è stata eseguita e registrata molte volte ed era un cavallo di battaglia di Herbert von Karajan, che ne fece una registrazione (con la sinfonia n. 2 dello stesso autore) nel 1969, ancora considerata una delle migliori interpretazioni.
La Sinfonia liturgica ha molte similitudini tematiche con la Sinfonia da Requiem di Benjamin Britten, composta nel 1940, sebbene non sia in alcun modo imitativa o una rielaborazione del pezzo precedente.